# Terris McMahan Grimes
Pour les articles homonymes, voir McMahan et Grimes.
Terris McMahan Grimes, est une femme de lettres américaine, auteure de roman policier.

## Biographie
En 1996, elle publie Somebody Else's Child pour lequel elle est lauréate du prix Anthony 1997 du meilleur livre de poche original.

## Œuvre

### Romans

#### SérieTheresa Galloway
- Somebody Else's Child (1996)
- Blood Will Tell (1997)
- Other Duties As Required (2000)

### Autre roman
- Smelling Herself (2013))

## Prix et distinctions

### Prix
- Prix Anthony 1997 du meilleur livre de poche original pour Somebody Else's Child[1]